# Winston Churchill-mellszobor (Valetta)
A vallettai Winston Churchill-mellszobor az Upper Barrakka Gardensben áll, Vincent Apap máltai szobrász alkotása.

## A büszt
A szobrot 1955-ben, Winston Churchill nyolcvanadik születésnapja alkalmából állították Máltán, hogy így fejezzék ki köszönetüket a brit miniszterelnök második világháború alatt tanúsított eltökéltségéért és Málta megvédéséért tett erőfeszítéseiért. A mellszobrot közösségi adakozásból állították, készítője Vincent Apap máltai szobrász volt.
A művész Londonba utazott, ahol Churchill több alkalommal modellt állt neki a Downing Street 10. alatt. Az ott készített agyagszobor alapján öntötték ki bronzból a tényleges alkotást, amelyet Anthony Montanaro Gauci bíró 1955. augusztus 3-án mutatott meg Churchillnek. Ezután a szobrot Máltára szállították, és az Upper Barrakka Gardensben állították fel. A mellszobor, Churchill kérésének megfelelően, a Nagy Kikötőre tekint, amelyet korábban így jellemzett a volt brit kormányfő: a legcsodálatosabb kikötő, amelyet elképzelni vagy álmodni tudtam volna, a kikötők kikötője.